# Ekkrabbspindel
Ekkrabbspindel (Xysticus luctator) är en spindelart som beskrevs av Ludwig Carl Christian Koch 1870. Ekkrabbspindel ingår i släktet Xysticus och familjen krabbspindlar. Enligt den finländska rödlistan är arten sårbar i Finland. Arten är reproducerande i Sverige. Artens livsmiljö är lundskogar. Inga underarter finns listade i Catalogue of Life.